# Summerfield (Illinois)
Summerfield es una villa ubicada en el condado de St. Clair en el estado estadounidense de Illinois. En el Censo de 2010 tenía una población de 451 habitantes y una densidad poblacional de 407,8 personas por km².

## Geografía
Summerfield se encuentra ubicada en las coordenadas 38°35′41″N 89°44′19″O / 38.59472, -89.73861. Según la Oficina del Censo de los Estados Unidos, Summerfield tiene una superficie total de 1.11 km², de la cual 1.1 km² corresponden a tierra firme y (0.23%) 0 km² es agua.

## Demografía
Según el censo de 2010, había 451 personas residiendo en Summerfield. La densidad de población era de 407,8 hab./km². De los 451 habitantes, Summerfield estaba compuesto por el 93.13% blancos, el 3.1% eran afroamericanos, el 0.44% eran amerindios, el 0.67% eran asiáticos, el 0% eran isleños del Pacífico, el 0.44% eran de otras razas y el 2.22% pertenecían a dos o más razas. Del total de la población el 0.89% eran hispanos o latinos de cualquier raza.